# JR九州キハ183系気動車

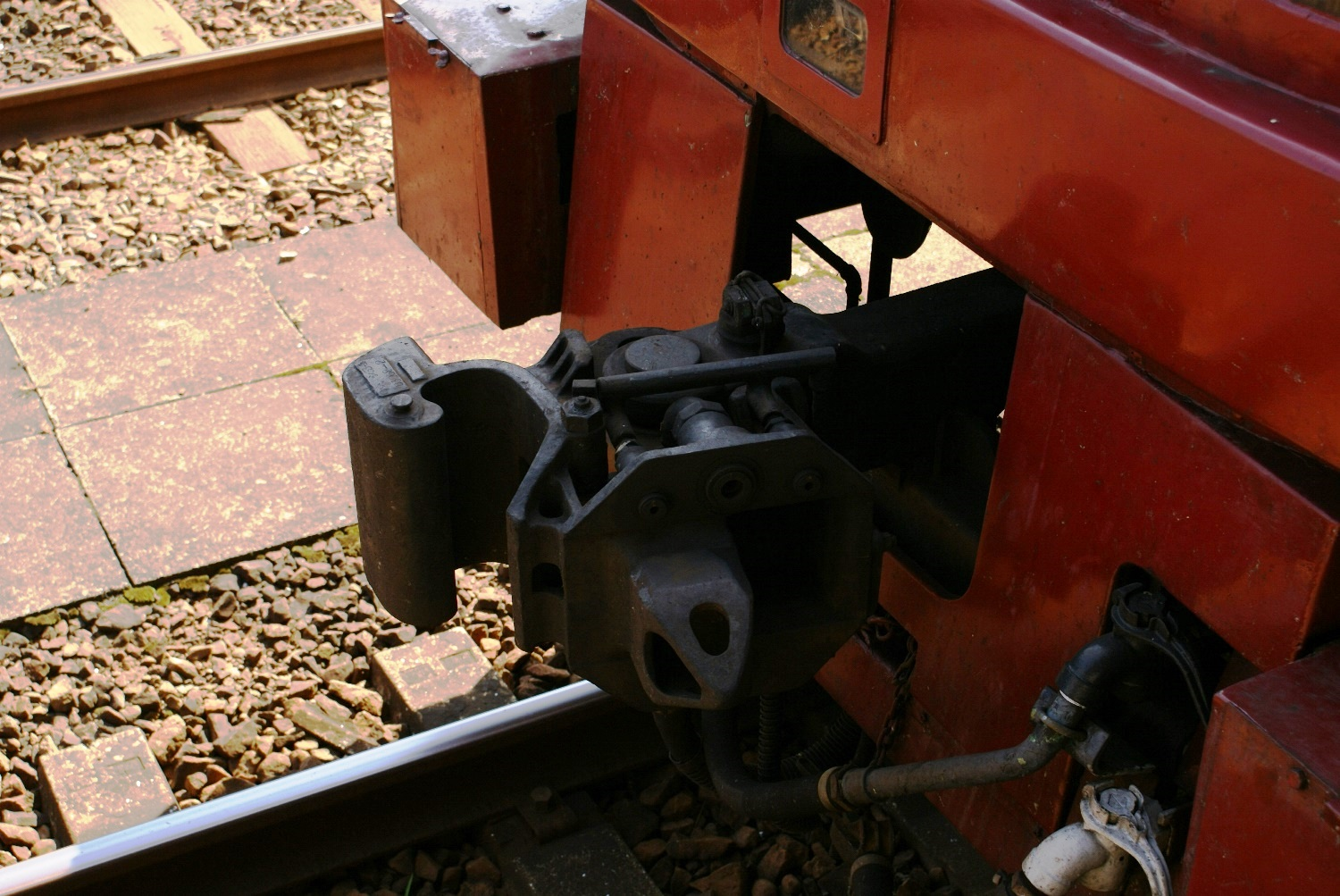
キハ183形双頭連結器

キハ183系気動車（キハ183けいきどうしゃ）は、九州旅客鉄道（JR九州）が1988年（昭和63年）に製造した特急用気動車である。
国鉄分割民営化直前の1986年（昭和61年）に日本国有鉄道（国鉄）が北海道向けに製造したキハ183系500番台（N183系）の主要構造を基本に設計されたことから、同系列の一区分（1000番台）として付番されたものであるが、車体構造などが大きく異なることから、別項にて記す。

## 概要
長崎県西彼杵郡西彼町（現・西海市）にあった長崎オランダ村方面へのアクセス輸送およびPR（広告）に用いる専用車両として製造された。（オランダ村特急とは、特急ハウステンボス号の前触れとなった車両である。）電化の有無によらず広汎に使用できるよう気動車として計画された。しかし「オランダ村特急」運行開始当時に、運行区間の一部だった門司港・小倉 - 鳥栖間は列車の運転頻度が高く、電車特急に併結する運行形態をとる必要が生じたため、485系電車との協調運転が可能な設計とされた。先頭部の連結器は双頭連結器を装備した。
当初「線路があればどこまでも」のキャッチフレーズが付され、門司港 - 佐世保間の「オランダ村特急」として485系電車との協調運転による直通運転に使用された。その後は運行区間や使用目的の変更に伴い数度の改装を経ることとなり、2011年（平成23年）6月4日からは豊肥本線の観光列車「あそぼーい!」に使用されている。転用の詳細は「改造」節を参照のこと。

### 車体
前頭部は運転台を2階に配し、大型の曲面ガラスを配した展望室をもち、排障器を除いた全体的な形状は国鉄165系パノラマエクスプレスアルプス（のちの富士急行2000系電車）の展望車に類似している。また、側窓枠と窓柱を黒色とした連続窓風処理など、車体各部の基本構造はN183系とほぼ同一である。外部塗色はオランダ国旗をモチーフにした、窓上部が赤色、窓周囲が白色、車体下部が青色の「トリコロール塗装」で、青色地の上下に白色の帯を2本配する。

### 走行装置
駆動系は北海道旅客鉄道（JR北海道）N183系の駆動機関・変速機の構成をそのまま踏襲している。また、電源装置の有無による仕様の相違も同一である。台車も同一の仕様で、搭載機関によって一軸駆動のDT53Qまたは、二軸駆動のDT54Qのいずれかを装備し、付随台車は各車共通のTR239Qである。当初よりダイナミックブレーキを装備する。
形式毎の駆動系の仕様は下表のとおりである。
| 形式          | 機関 （定格出力）         | 液体変速機 | 台車         | 発電装置                 |
| ------------- | ------------------------- | ---------- | ------------ | ------------------------ |
| キハ183       | DML30HSJ (550PS/2,000rpm) | DW12       | DT54Q TR239Q | なし                     |
| キハ182 -1001 | DMF13HS (250PS/2,000rpm)  | DW13       | DT53Q TR239Q | DMF13HS-G DM82A (180kVA) |
| キハ182 -1002 | DML30HSJ (550PS/2,000rpm) | DW12       | DT54Q TR239Q | なし                     |

## 形式
キハ183 (1000)  - キハ182 (1000)  - キハ183 (1000) の3両編成で落成した。のちの1989年（平成元年）に中間車のキハ182 (1000) が追加投入され、4両編成となった。
キハ183形1000番台 (1001, 1002)
本区分の先頭車で、1988年2月22日に2両が製作された。電源装置はもたない。
キハ182形1000番台 (1001, 1002)
本区分の中間車で、2両が製作された。1001は1988年2月22日に鹿児島車両所（現・鹿児島車両センター）でノックダウン生産された車両で、電源装置を床下に装備する。室内の一部にカフェ室・区分室を配する。1002は1989年4月14日に追加製作された車両で、電源装置はもたず、大出力の駆動機関を搭載する。室内の一部に子供向け空間「ぷれいらんど」を設けた。室内には「メルヘンスロープ」（すべり台）、「ゆらゆらボックス」、「ゆらゆら木馬」のほか、テレビとVTRを備えており、子供向けのアニメが視聴できた。
| 車両形式  | 車両形式 | 車両番号     | 製造         | 落成 配置    | 落成日         | 現行配置         | 転属日         | 備考 |
| --------- | -------- | ------------ | ------------ | ------------ | -------------- | ---------------- | -------------- | ---- |
| キハ183形 | 1000番台 | キハ183-1001 | 富士重工業   | 竹下気動車区 | 1988年02月22日 | 熊本車両センター | 2011年03月12日 |      |
| キハ183形 | 1000番台 | キハ183-1002 | 富士重工業   | 竹下気動車区 | 1988年02月22日 | 熊本車両センター | 2011年03月12日 |      |
| キハ182形 | 1000番台 | キハ182-1001 | 鹿児島車両所 | 竹下気動車区 | 1988年02月22日 | 熊本車両センター | 2011年03月12日 |      |
| キハ182形 | 1000番台 | キハ182-1002 | 新潟鐵工所   | 竹下気動車区 | 1989年04月14日 | 熊本車両センター | 2011年03月12日 |      |

### 改造

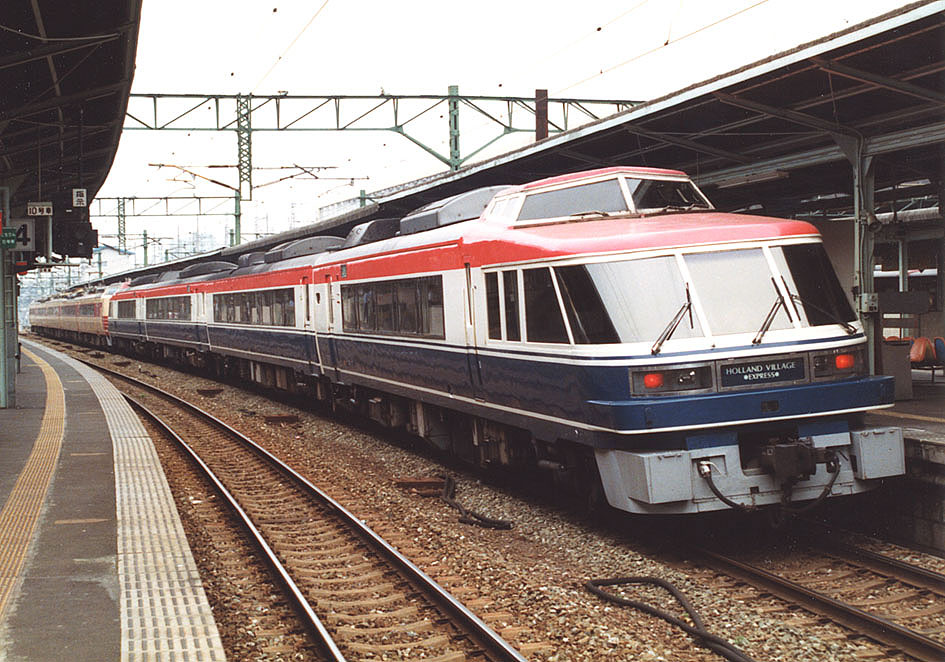
「オランダ村特急」 （1988年 - 1992年）
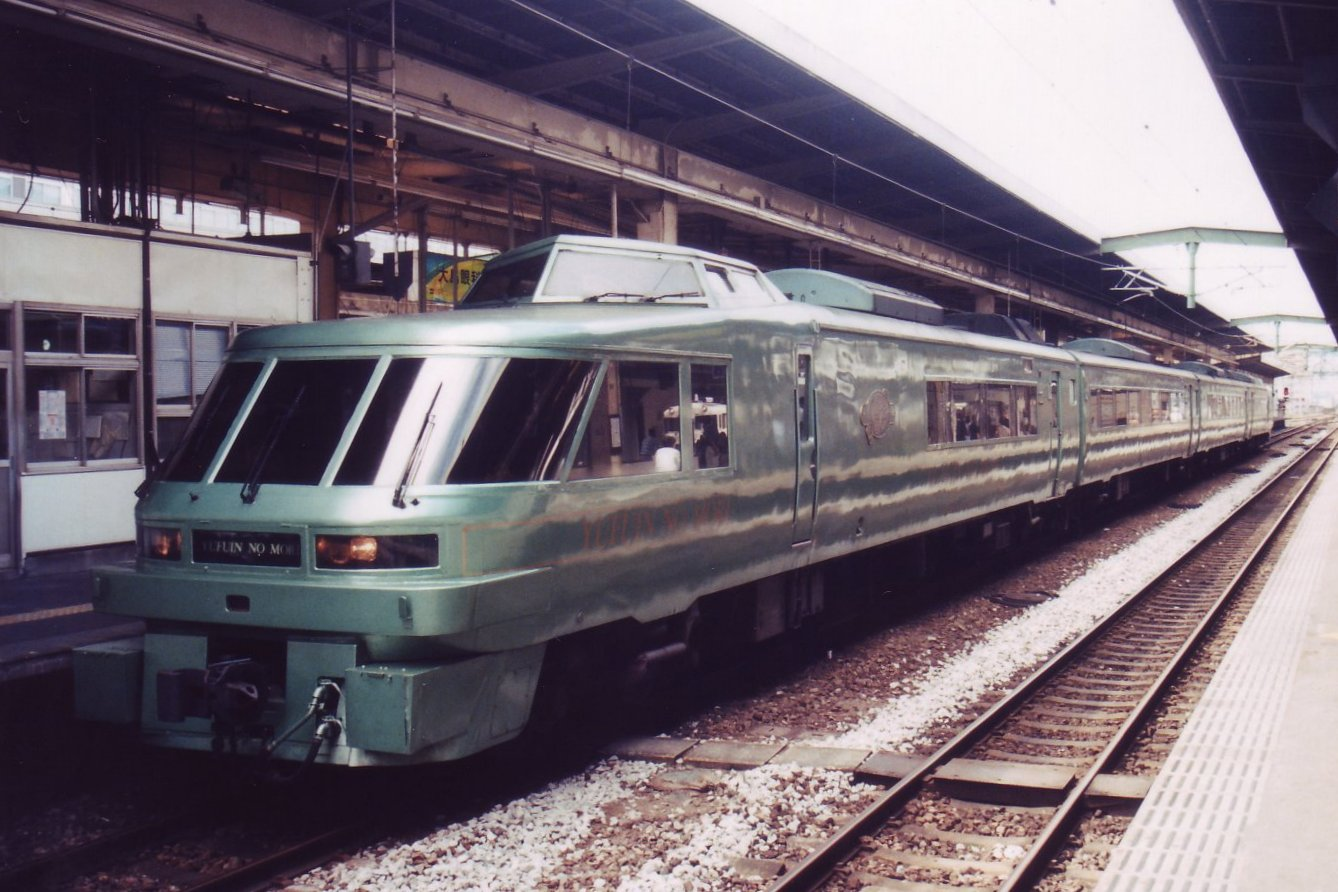
「ゆふいんの森II世」 （1992年 - 1999年）
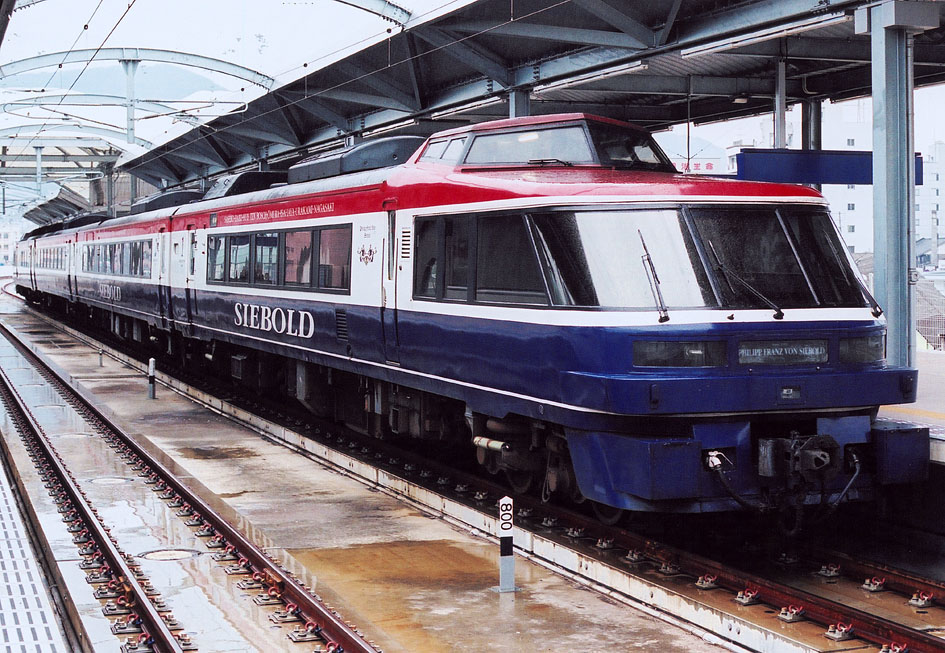
「シーボルト」 （1999年 - 2003年）
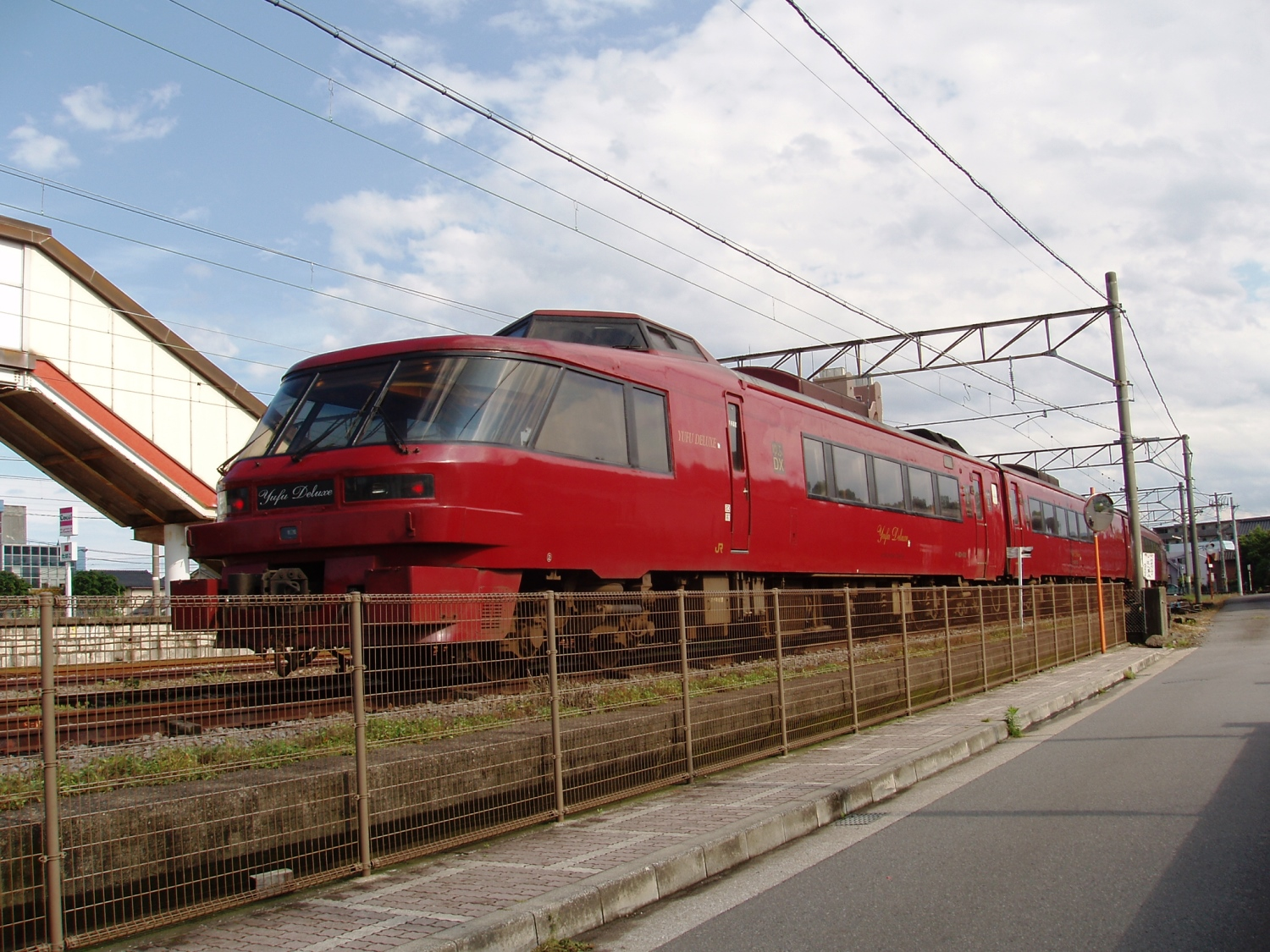
「ゆふDX」旧塗色 （2004年 - 2008年）
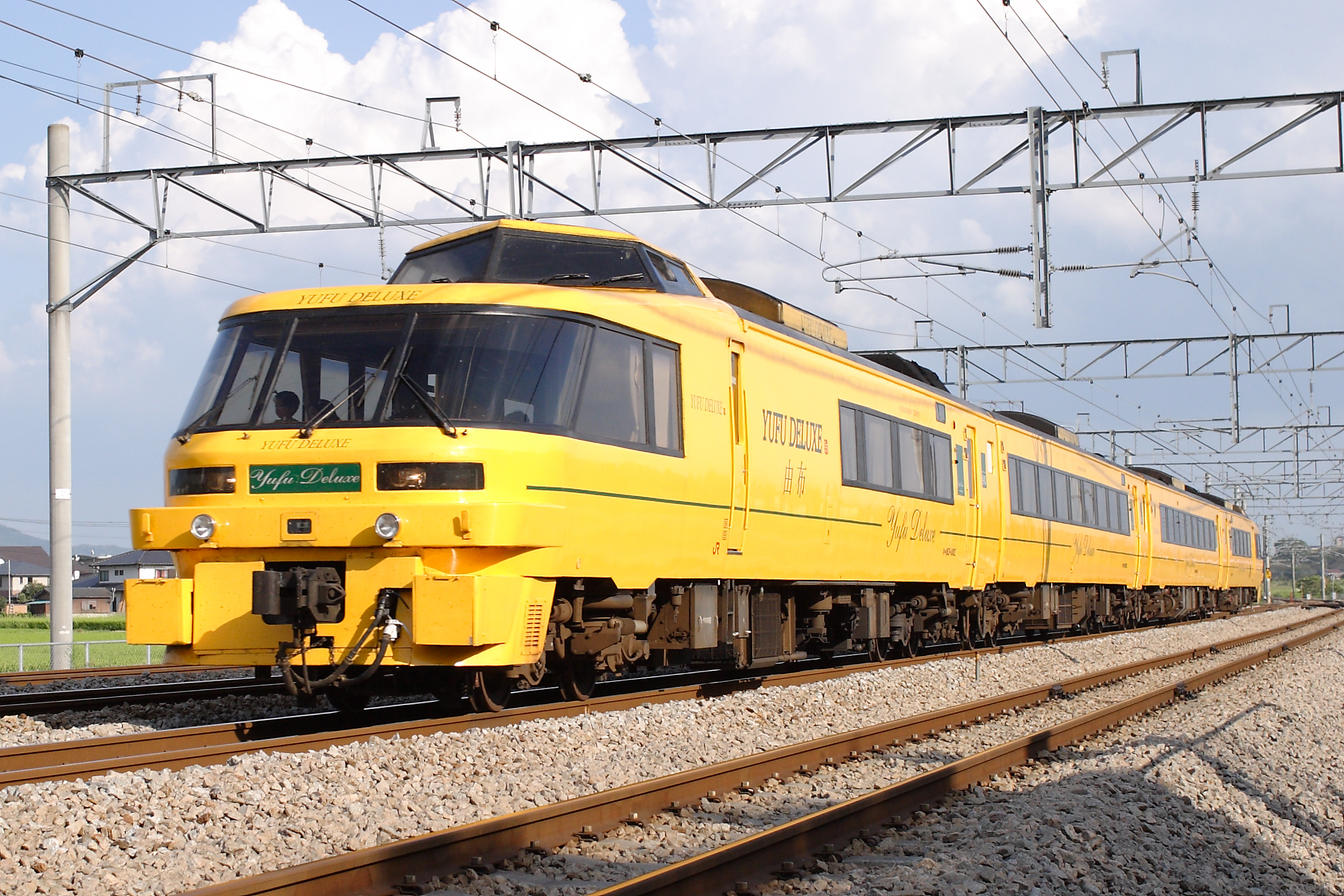
「ゆふDX」新塗色 （2008年 - 2011年）
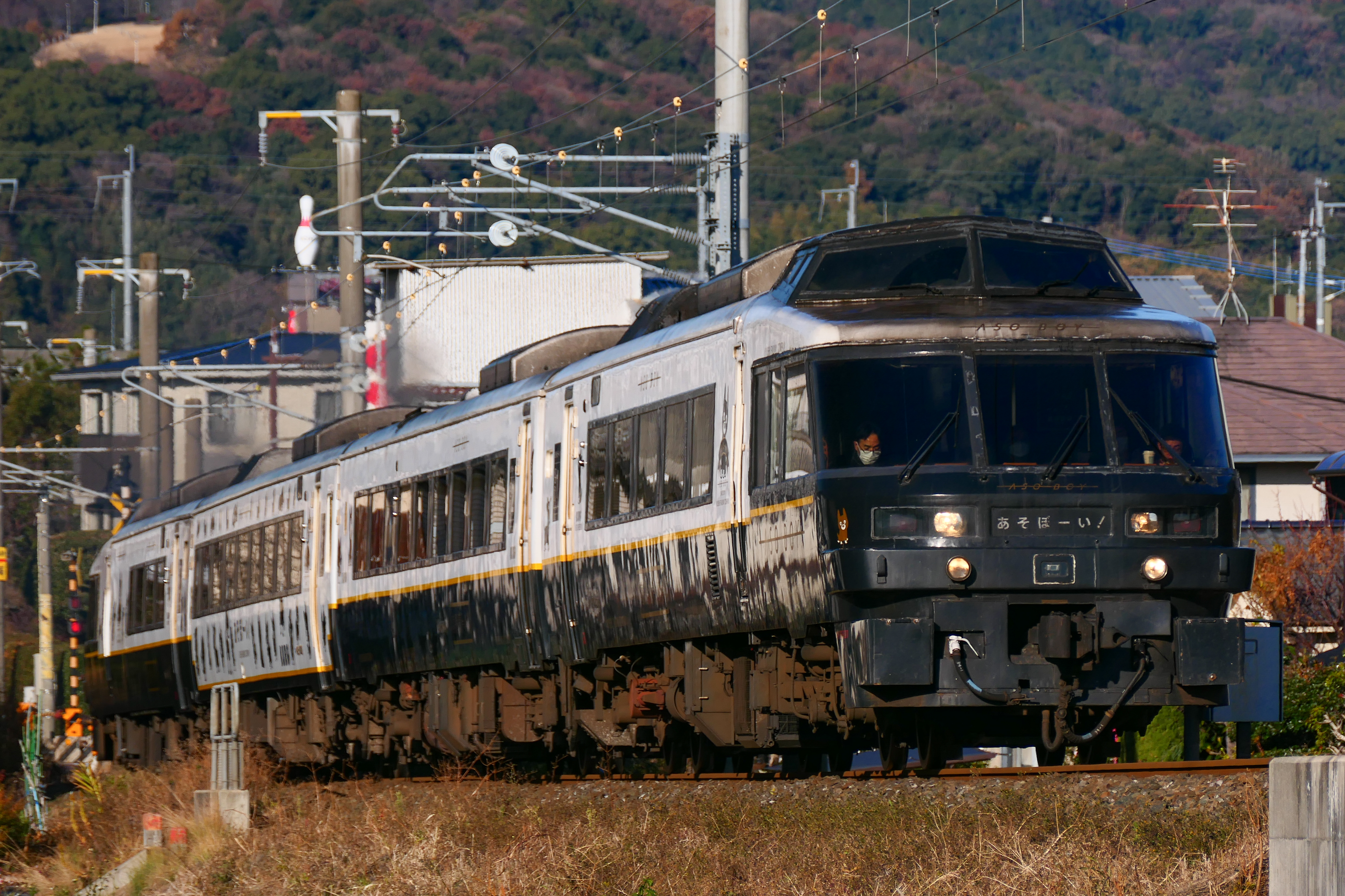
「あそぼーい!」 （2011年 - 現在）

1000番台は、2012年（平成24年）現在までに複数回の転用改造を受けている。「オランダ村特急」の後、4種の特急に充当され、「ゆふDX」時代には再改造も受けていることから、合計5回の改造を受けていることになる。
「ゆふいんの森II世」向け改造
「オランダ村特急」廃止後の1992年（平成4年）、久大本線の特急「ゆふいんの森」の増発用に転用されることになり、内外装の改造が実施された。1992年（平成4年）7月10日付、小倉工場施工。
外部塗色はキハ71系気動車「ゆふいんの森I世」の配色に準じ、メタリックグリーンの地に金帯を配したものである（ドーンデザイン研究所監修）。客室はリニューアル工事として内装材、床敷物、座席表地、カーテンなどをすべて取り替えた。
キハ183形の展望室座席は1号車（キハ183 1002）ではミニバーとビュッフェに改装、4号車（キハ183 1001）ではフリースペースに改装した。2号車（キハ182-1002）では子供向け空間「ぷれいらんど」を一般座席に改装、3号車（キハ182-1001）ではビュッフェを撤去して、6人掛け・4人掛けのセミコンパートメント席を設置した。セミコンパートメント席横には車内販売準備室と電話室を設置した。ミニバー、フリースペースでは常時BGMの音楽サービスを実施した。
「シーボルト」向け改造
「ゆふいんの森」での運用終了後、大村線の特急「シーボルト」に使用するため、2度目の転用改造が実施された。1999年（平成11年）2月23日付、小倉工場施工。
「オランダ村特急」時代とほぼ同じ塗装となったが、青色の細帯は省略され、側面には「SIEBOLD」ロゴと長崎市の花「アジサイ」のエンブレムが貼り付けられた。客室内はほとんど変更されていないが、1号車（キハ183 1002）のミニバーが改装され、新たに清涼飲料水の自動販売機が設置された。
「ゆふDX」向け改造
2004年（平成16年）に久大本線の特急「ゆふDX」に使用するため3度目の転用改造が実施された。2004年（平成16年）2月19日付、小倉工場施工。
初期の塗装は「古代漆色」と称する配色で、展望室には通年割増料金のパノラマシートが設置された。室内は壁紙、床敷物、座席表地が取り替えられ、トイレのリニューアルと喫煙ルームの設置が実施された。展望室を自由席から指定席にしたことから、サービス向上として空調装置は2.91 kW（2,500 kcal/h）から5.7 kW（4,900 kcal/h）に強化した。2号車にはフリースペースを、3号車には車窓を楽しめるミニサロンを設置した。客室は全席禁煙としたことから、2号車に喫煙ルームを設置した。
走行機関（コモンレール式電子制御燃料噴射装置の搭載）、変速機、空気圧縮機（CP）、発電機の換装や床下機器の改造を同時に実施した。
機関換装に関しては、キハ182-1002がDMF13HZAに、それ以外の3両はSA6D140HE-2（いずれも450PS、JR東日本キハE120形気動車に搭載されているDMF15HZと同型）に換装されている。変速機についても、キハ182-1002がDW14Hに、それ以外の3両はDW14Jに換装された。
2008年（平成20年）の定期検査時に再改造が実施され、車体色を「古代漆色」から山吹色（プレミアムイエロー）に変更し、前面腰部に同社のキハ185系気動車と同様の補助灯を左右1対追設している。
|          | ← 大分・別府博多 →                   |                                               |                   |                                                 |
| 1        | 2                                    | 3                                             | 4                 |                                                 |
| 車両番号 | キハ183 -1001                        | キハ182 -1001                                 | キハ182 -1002     | キハ183 -1002                                   |
| 車両定員 | 45名                                 | 48名                                          | 60名              | 37名                                            |
| 車内設備 | 運転室 パノラマシート トイレ・洗面所 | フリースペース 車販準備室 公衆電話 喫煙ルーム | ミニサロン 車掌室 | 運転室 パノラマシート ミニサロン トイレ・洗面所 |

「あそぼーい!」向け改造
| キハ183-1001 |  | キハ183-1002（2011年10月 / 博多駅）  |
| キハ183-1001 |  | キハ183-1002 （2011年10月 / 博多駅） |

| キハ182-1001 |  | キハ182-1002（2011年10月 / 博多駅）  |
| キハ182-1001 |  | キハ182-1002 （2011年10月 / 博多駅） |

2011年に豊肥本線の特急「あそぼーい!」に使用するため4度目の転用改造（改造自体は5度目）が行われている。2011年（平成23年）5月6日付、小倉総合車両センター施工。
「あそぼーい」とは、当列車の目的地「阿蘇」と「遊ぼう」の意味に加えて、「遊ぼうよ」を熊本弁にした「あそぼーい」に由来する。車両のデザインコンセプトは「みんなが鉄道の旅を楽しめる特急列車」とした。
車体は黒と白のツートンカラーに塗り分けられ、中間に黄色の帯を入れている。車両に親しみを持ってもらえるよう、車内外には沿線に流れる「黒川」から名前をとったマスコットキャラクターである犬の『くろちゃん』のイラストがちりばめられている。車外には4両で計101匹のくろちゃんが描かれている。
転用にあたり、室内は壁紙、座席表地が取り替えられ、床材は全車両フローリング仕上げとした。1・2・4号車では各車両ごとに座席表地の色が異なるものとした。各車両にはカウンターベンチ、ソファーなどのフリースペースが配置されている。2号車には最大4人で利用可能なセミコンパートメント席を4組配置した。
特に3号車は親子で鉄道の旅を楽しめる「ファミリー車両」と位置付けられ、1両まるごと子供目線で作られたインテリアとした。
車内に9組設置された『白いくろちゃんシート』は、通路側と窓側の座席構造を非対称とし、窓側の着席部を子供の体格に合わせて座面の幅とクッションの厚みを変えることで、常に子供用の座席が窓際に確保され、保護者が通路側に座る構造としている。また「白いくろちゃんシート」エリアは、子供が車窓を楽しめるように床面高さを25 cm高くしたハイデッカー仕様となっている。
ビュッフェ『くろカフェ』では子供用に低いカウンターを設置しており、客室乗務員とのふれあいも楽しめる空間とした。『くろクラブ』では木のおもちゃで遊べる「木のプール」や和室（こども茶室）、読書ができる図書室（くろ文庫）を設置するなど、長時間の乗車でも子供が退屈しないよう配慮した。
このリニューアルデザインについては、JR九州の車両デザイン顧問を務める水戸岡鋭治が2011年4月4日放送の「プロフェッショナル 仕事の流儀」（NHK総合）にて取り上げられた際に、この車両のコンセプトを「こども専用特急」と見据え、「白いくろちゃんシート」についても「常に子供が快適に、かつ窓側に座れる」構造を実現するため、あえて転換式クロスシートを採用する様子が描かれている。あそぼーい!改造後にATS-SK形工事を受けてATS-DK形に更新された。
|          | ← 宮地熊本 →                                        |                                              |                                                                          |                                                     |
| 1        | 2                                                   | 3                                            | 4                                                                        |                                                     |
| 車両番号 | キハ183 -1001                                       | キハ182 -1001                                | キハ182 -1002                                                            | キハ183 -1002                                       |
| 車両定員 | 37名                                                | 44名                                         | 9名                                                                      | 37名                                                |
| 車内設備 | 運転室 パノラマシート フリースペース トイレ・洗面所 | セミコンパートメント フリースペース 多目的室 | ファミリー車両 白いくろちゃんシート くろカフェ くろクラブ フリースペース | 運転室 パノラマシート フリースペース トイレ・洗面所 |

- 「オランダ村特急」
（1988年 - 1992年）
- 「ゆふいんの森II世」
（1992年 - 1999年）
- 「シーボルト」
（1999年 - 2003年）
- 「ゆふDX」旧塗色
（2004年 - 2008年）
- 「ゆふDX」新塗色
（2008年 - 2011年）
- 「あそぼーい!」
（2011年 - 現在）

## 運用の変遷
新製当初の配置は竹下気動車区（現・博多運転区）。1988年3月13日から特急「オランダ村特急」（小倉 - 佐世保間）で営業運転を開始した。1989年3月11日からは「オランダ村特急」の運行区間が門司港 - 佐世保間に延長された。同年4月29日の運転から4両編成に増強される。また同時に、下り列車の門司港 → 博多間で電車特急「有明」との協調運転を開始した。1990年（平成2年）3月10日からは協調運転区間が門司港→鳥栖間に延長された。1991年（平成3年）3月16日付で直方気動車区（現・筑豊篠栗鉄道事業部直方運輸センター）の所属となった。1992年3月20日のハウステンボス開園とともに特急「ハウステンボス」（博多 - ハウステンボス間）が485系電車で運行を開始したため、これに役目を譲る形で「オランダ村特急」は廃止された。
「オランダ村特急」廃止後、「ゆふいんの森II世」に改造され、1992年7月15日から特急「ゆふいんの森」1往復（博多 - 由布院 - 小倉間、久大本線経由）として営業運転を開始した。1995年（平成7年）4月20日からは運行区間が博多 - 別府間に変更された。なお、「ゆふいんの森II世」時代には1994年（平成6年）12月から1995年2月の「阿蘇キャンペーン」の一環として、臨時特急「阿蘇キャンペーン号」（博多 - 宮地間）にも使用された。1999年（平成11年）3月13日にキハ72系気動車「ゆふいんの森III世」が導入されるのに先立ち、「シーボルト」への改造のため1999年1月31日をもって「ゆふいんの森」での運行は終了した。
1999年3月13日付で長崎鉄道事業部長崎運輸センターに転属した。本区分は特急「シーボルト」2往復（佐世保 - 長崎間、大村線経由）に転用された。この「シーボルト」は2003年（平成15年）3月15日に快速「シーサイドライナー」に格下げされる形で運行を終了したため、本系列は一旦保留車扱いとなった。なお、「シーボルト」は1編成のみで使用するため、本区分の検査時などはキハ185系気動車が代走していた。
2004年3月13日付で豊肥久大鉄道事業部豊肥久大運輸センター（現・大分鉄道事業部大分車両センター）に転属し、同日から特急「ゆふDX」（博多 - 大分・別府間、久大本線経由）として使用された。「ゆふ」3往復のうち、半分の1.5往復が本形式を使用する「ゆふDX」として運転されたが、奇数日と偶数日で運用される列車が異なり、毎月31日とうるう年の2月29日および本形式の検査や故障などの場合は全列車をキハ185系気動車による特急「ゆふ」として運転された。2011年1月10日、後述の「あそぼーい!」転用のために「ゆふDX」での運行は終了した。
2011年3月12日付で熊本車両センターに転属し、再改造のうえ同年6月4日から臨時特急「あそぼーい!」（熊本 - 別府間、豊肥本線経由）として運行されている。